# 0시의 부르스
"0시의 부르스"는 1969년 공개된 대한민국의 영화이다.

## 배역
- 박노식
- 윤정희
- 허장강
- 전계현
- 이대엽
- 최성
- 서우진
- 이철
- 김소은
- 유하나
- 이예성
- 성소민
- 임해림
- 윤일주
- 최일
- 김기범
- 주일몽
- 권오상
- 황건
- 마도식
- 김광일
- 한명환
- 안태섭
- 최랑